# Métrica de Kähler-Einstein
En geometría diferencial, una métrica de Kähler-Einstein en una variedad compleja es una métrica de Riemann que es a la vez una métrica de Kähler y una métrica de Einstein. Se dice que una variedad es Kähler-Einstein si admite una métrica de Kähler-Einstein. El caso especial más importante de estos son los colectores de Calabi-Yau, que son Kähler y Ricci plano.
El problema más importante para esta área es la existencia de métricas Kähler-Einstein para colectores Kähler compactos.
En el caso en el que hay una métrica de Kähler, la curvatura de Ricci es proporcional a la métrica de Kähler. Por lo tanto, la primera clase de Chern es negativa, cero o positiva.
Cuando la primera clase de Chern es negativa, Aubin y Yau demostraron que siempre hay una métrica de Kähler-Einstein.
Cuando la primera clase de Chern es cero, Yau demostró la conjetura de Calabi de que siempre hay una métrica de Kähler-Einstein. Shing-Tung Yau fue galardonado con su medalla Fields debido a este trabajo. Eso lleva al nombre de variedades de Calabi-Yau.
El tercer caso, el positivo o el caso Fano, es el más difícil. En este caso, hay una obstrucción no trivial a la existencia. En 2012, Chen, Donaldson y Sun demostraron que en este caso la existencia es equivalente a un criterio algebro-geométrico llamado K-estabilidad. Su prueba apareció en una serie de artículos en el Journal of the American Mathematical Society.

Cuando la primera clase de Chern no es definitiva, o tenemos una dimensión de Kodaira intermedia, encontrar la métrica canónica sigue siendo un problema abierto, que se denomina conjetura de Algebrización mediante el Teorema de Modelo Mínimo Analítico. Conjetura de unificación de geometrización con conjetura de algebrización y conjetura de análisis referida como teorema de Song-Tian